# 3GT Racing
3GT Racing est une écurie de sport automobile américaine fondée par Paul Gentilozzi.

## Historique
En décembre 2017, David Heinemeier Hansson rejoint Jack Hawksworth dans le baquet de la Lexus RC F GT3 pour la saison de WeatherTech SportsCar Championship,,. Le 4 janvier 2018, Dominik Baumann et Kyle Marcelli sont titularisés au volant de la seconde Lexus RC F GT3,,.
Pour les 12 Heures de Sebring, le Suisse Philipp Frommenwiler rejoint Baumann et Marcelli dans le baquet de la no 14. À Sebring, un nouveau sponsor fait son apparition sur les portière de la Lexus no 15. Il s'agit de Basecamp, un logiciel de  gestion de projet lancé par la société 37signals en 2004. Cette dernière fut cofondée par David Heinemeier Hansson. En conséquence la livrée de la voiture évolue en passant du bleu « glacier » au rouge « feu ».